# Walter Kläning
Walter Kläning (* 5. Oktober 1885 in Delitzsch; † 1960 für tot erklärt) war ein deutscher Politiker (NSDAP).

## Leben
Kläning war ein kaufmännischer Unternehmer in Delitzsch, der 1931 in finanzielle Schwierigkeiten geriet und dessen gleichnamige Firma im Dezember 1932 erlosch. Er wechselte daraufhin in die Politik. Kläning war bereits zum 24. April 1925 der NSDAP beigetreten (Mitgliedsnummer 814). 1933 war er Kreisleiter der NSDAP in Delitzsch im Gau Halle-Merseburg. Da er in Zwiespalt mit dem Delitzscher Landrat Ernst Meister geriet, wurde er durch Gauleiter Jordan abberufen und nach dem Rücktritt von Dr. Meinhoff Anfang Januar 1934 zum neuen Kreisleiter von Torgau bestellt.
Am 10. April 1938 kandierte er erfolglos bei der Wahl zum Großdeutschen Reichstag. Maßgeblichen Anteil hatte er im gleichen Jahr am massiven Vorgehen gegen die jüdische Bevölkerung im Zuge der Novemberpogrome.

## Auszeichnungen
- 1938: Goldenes Parteiabzeichen der NSDAP für außerordentliche Verdienste um die nationalsozialistische Bewegung und den NS-Staat